# مول طنطا
مول طنطا هو مول افتتح في سبتمبر 2019 يقع بالمنطقة اللوجستية بسبرباي ويُعد مول طنطا أول مول تجاري يقام طبقا للمعايير العالمية في محافظة الغربية، ويضم العديد من متاجر التجزئة العالمية والمناطق الترفيهية العائلية، ومجمع للسينمات وأماكن فسيحة لانتظار السيارات. المول مملوك لشركة مراكز السعودية وبلغت استثمارات المشروع حوالي مليار جنيه ويضم 140 متجر بالإضافة إلى 30 منفذًا متنوعًا للأغذية والمشروبات ومجمع للسنيمات يضم عدة شاشات ويضم المركز التجاري منطقة مخصصة للأثاث ومنطقة داخلية لألعاب الأطفال لتلبية احتياجات كل أفراد الأسرة بالإضافة لذلك يضم مول طنطا منطقة لانتظار السيارات تستوعب 1500 سيارة للزائرين والمستأجرين.